# Wettsteinina lacustris
Wettsteinina lacustris är en svampart som först beskrevs av Karl Wilhelm Gottlieb Leopold Fuckel, och fick sitt nu gällande namn av Shoemaker & C.E. Babcock 1989. Wettsteinina lacustris ingår i släktet Wettsteinina, ordningen Pleosporales, klassen Dothideomycetes, fylumet sporsäcksvampar,  och riket svampar.  Arten har inte påträffats i Sverige. Inga underarter finns listade.